# Argyroderma testiculare
Argyroderma testiculare es una especie de planta suculenta perteneciente a la familia de las aizoáceas. Es originaria del sur de África.

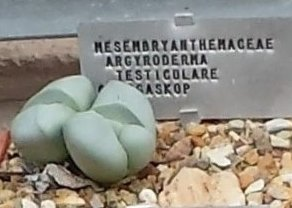
Vista de la planta

## Descripción
Es una pequeña planta suculenta que alcanza los 5 cm de altura y se encuentra en altitudes de 120 a 400 metros en Sudáfrica.

## Taxonomía
Argyroderma testiculare fue descrito por (N.E.Br.) Schwantes y publicado en The Gardeners' Chronicle, ser. 3 71: 93. 1922.
Argyroderma: nombre genérico que deriva del griego arghyrion = (plata) y dermis = (piel) debido a su aspecto y su color.
testiculare: epíteto latino que significa "como testículos".
Sinonimia
- Mesembryanthemum testiculare Aiton (1789) basónimo
- Argyroderma carinatum L.Bolus (1934)
- Mesembryanthemum testiculatum Jacq.[2]